# Plenotocepheus delicatissimus
Plenotocepheus delicatissimus är en kvalsterart som beskrevs av Hammer 1966. Plenotocepheus delicatissimus ingår i släktet Plenotocepheus och familjen Tetracondylidae. Inga underarter finns listade i Catalogue of Life.